# Exbucklandia
Exbucklandia R.W.Br. – rodzaj roślin należący do rodziny oczarowatych (Hamamelidaceae R. Br. in Abel). Obejmuje co najmniej 3 gatunki występujące naturalnie w Azji Wschodniej oraz Południowo-Wschodniej od indyjskiego stanu Asam aż po indonezyjską wyspę Sumatrę.

## Systematyka
Pozycja systematyczna według APweb (aktualizowany system APG III z 2009)
Rodzaj ten należy do podrodziny Exbucklandoideae Harms w obrębie rodziny oczarowatych (Hamamelidaceae R. Br. in Abel) z rzędu skalnicowców (Saxifragales Dumort.).
Wykaz gatunków
- Exbucklandia longipetala H.T.Chang
- Exbucklandia populnea (R.Br. ex Griff.) R.W.Br.
- Exbucklandia tonkinensis (Lecomte) H.T.Chang